# Mercedes McNab
Mercedes Alicia McNab (Vancouver, 14 marzo 1980) è un'attrice canadese.

## Biografia
È figlia dell'ex calciatore inglese Bob McNab.
Debutta nel cinema ancora bambina in La famiglia Addams (1991), per poi interpretare La famiglia Addams 2 (1993).
Ha raggiunto la notorietà interpretando il personaggio di Harmony Kendall nella serie televisiva Buffy l'ammazzavampiri (1997–2003) e nel suo spinoff, Angel (2001–2004).

## Filmografia

### Cinema
- La famiglia Addams  (The Addams Family), regia di Barry Sonnenfeld (1991)
- La famiglia Addams 2 (Addams Family Values), regia di Barry Sonnenfeld (1993)
- The Fantastic Four, regia di Oley Sassone (1994)
- Savage Land (Savage Land), regia di Dean Hamilton (1994)
- L'ululato del lupo bianco (White Wolves III: Cry of the White Wolf), regia di Victoria Muspratt (2000)
- Beer Money (Beer Money), regia di Joshua Butler (2001)
- Exit 9 (Exit 9), regia di Jeff Melman (2003)
- Miles from Home (Miles from Home), regia di Joel David Moore (2006)
- Hatchet (Hatchet), regia di Adam Green (2006)
- The Pink Conspiracy (The Pink Conspiracy), regia di Brian Scott Miller e Marc Clebanoff (2007)
- Medium Raw: Night of the Wolf (Medium Raw: Night of the Wolf), regia di Andrew Cymek (2007)
- XII (XII), regia di Michael A. Nickles (2007)
- Dark Reel (Dark Reel), regia di Josh Eisenstadt (2007)
- Vipers (Vipers), regia di Bill Corcoran (2008)
- Hatchet II (Hatchet II), regia di Adam Green (2010)
- Thirst (film 2010), regia di Jeffery Scott Lando (2010)

### Televisione
- Harry e gli Henderson (Harry and the Hendersons) - serie TV, episodio 2x14 (1992)
- Le avventure di Brisco County Jr. (The Adventures of Brisco County, Jr.) - serie TV, episodio 1x19 (1994)
- My So-Called Life - serie TV, episodio 1x09 (1994)
- Too Something - serie TV, episodio 1x19 (1994)
- Un genio in famiglia (Smart Guy) - serie TV, episodio 2x07 (1997)
- Escape from Atlantis (Escape from Atlantis) - film TV, regia di Strathford Hamilton (1998)
- USA High - serie TV, episodio 1x44 (1998)
- Il tocco di un angelo (Touched by an Angel) - serie TV, episodio 4x25 (1998)
- Buffy l'ammazzavampiri (Buffy the Vampire Slayer) - serie TV, 16 episodi (1997-2001) - Harmony Kendall
- Walker Texas Ranger - serie TV, episodio 9x16 (2001)
- Dawson's Creek - serie TV, episodio 5x15 (2002)
- Boston Public - serie TV, episodio 2x16 (2002)
- Run of the House - serie TV, episodio 1x14 (2004)
- Angel - serie TV, 18 episodi (2001-2004) - Harmony Kendall
- Crossing Jordan - serie TV, episodio 6x14 (2007)
- Supernatural - serie TV, episodio 3x07 (2007)
- Reaper - In missione per il Diavolo (Reaper) - serie TV, episodio 1x07 (2008)
- Psych - serie TV, episodio 3x03 (2008)
- Criminal Minds - serie TV, episodio 4x14 (2009)

## Doppiatrici italiane
Nelle versioni in italiano delle opere in cui ha recitato, Mercedes McNab è stata doppiata da:
- Antonella Baldini in La famiglia Addams, La famiglia Addams 2
- Claudia Pittelli in Buffy l'ammazzavampiri, Angel
- Emanuela D'Amico in Buffy l'ammazzavampiri (ep. 2x16)
- Laura Cosenza in Buffy l'ammazzavampiri (ep. 3x21)
- Laura Latini in Dawson's Creek
- Daniela Abbruzzese in Psych
- Francesca Manicone in Hatchet